# جواو غوميز
جواو غوميز (بالبرتغالية: João Gomes‏) هو مبارز بالسيف برتغالي، ولد في 12 يوليو 1975 في لشبونة في البرتغال.

## وصلات خارجية
- جواو غوميز على موقع أوليمبيديا (الإنجليزية)